# Безвучни зубни фрикатив
Безвучни зубни или дентални фрикатив јесте сугласник који се користи у појединим говорним језицима. Симбол у Међународном фонетском алфабету који представља овај звук је //.
Зубни фрикативи се често називају и међузубнм фрикативима, јер су често изговорени помоћу језика постављеног између горњих и доњих зуба, за разлику од осталих алвеоларних/зубних сугласника, при чијем се изговору језик ослања иза горњих зуба.
Међу приближно 60 светских језика са 10 милиона или више говорника, само енглески, арапски, шпански (кастиљански), бурмански и грчки поседују овај сугласник. Говорници језика или дијалеката где је овај глас одсутан врло често имају проблема са изговором овог гласа или са разликовањем од њему блиских гласова (поготово ако изговор овог гласа није усвојен у детињству), те га замењују гласовима као што су //, // или //.
Овај сугласник је познат по томе што је ишчезао из многих језика (на пример, од германских језика га поседују само енглески и исландски језик.

## Карактеристике
Карактеристике безвучног денталног фрикатива:
- Начин артикулације је фрикативни, што значи да је произведен усмеравањем протока ваздушне струје из плућа низ језик до места артикулације, на коме је усредсређена на оштре ивице скоро стиснутих зуба, узрокујући турбуленцију, која није високотурбулентна као код сибиланата.
- Место артикулације је зубно што значи да врх језика додирује зубе.
- Фонација је безвучна, што значи да гласне жице не трепере током артикулације.

## Појава
Примери језика где се јавља ова фонема:
| Језик                        | Језик                        | Реч      | ИПА | Значење           | Напомене |
| ---------------------------- | ---------------------------- | -------- | --- | ----------------- | -------- |
| албански                     | албански                     | thotë    |     | 'рећи'            |          |
| арапски                      | савремени стандардни         | ثابت     |     | 'предузеће'       |          |
| амами-ошима језик            | амами-ошима језик            |          |     | 'сунце'           |          |
| арапахо                      | арапахо                      | yoo3on   |     | 'пчела'           |          |
| башкирски                    | башкирски                    | уҫал     |     | 'љут'             |          |
| берберски                    | кабилски                     | faṯ      |     | 'сећи'            |          |
| берта                        | берта                        |          |     | 'јести'           |          |
| бурмански                    | бурмански                    | thuuu    |     | 'три'             |          |
| корнијски                    | корнијски                    | eth      |     | 'осам'            |          |
| емилијанско-ромањолски       | емилијанско-ромањолски       | faza     |     | 'лице'            |          |
| енглески                     | енглески                     | thin     |     | 'танак'           |          |
| галицијски                   | галицијски                   | cero     |     | 'нула'            |          |
| грчки                        | грчки                        | θάλασσα  |     | 'море'            |          |
| гвенски                      | гвенски                      |          |     | 'око'             |          |
| гвичин                       | гвичин                       | thał     |     | 'панталоне'       |          |
| хан                          | хан                          | nihthän  |     | 'желим'           |          |
| харсуси                      | харсуси                      |          |     | 'два'             |          |
| хебрејски                    | ирачки                       | עברית    |     | 'хебрејски језик' |          |
| хебрејски                    | јеменитски                   | עברית    |     | 'хебрејски језик' |          |
| хлаи                         | Басадунг                     |          |     | 'један'           |          |
| каренски                     | с'гау                        |          |     | 'три'             |          |
| карук                        | карук                        |          |     | 'један'           |          |
| мескваки                     | мескваки                     |          |     | 'три'             |          |
| квама                        | квама                        |          |     | 'смејати се'      |          |
| [[\|Леонски језик\|леонски]] | [[\|Леонски језик\|леонски]] | ceru     |     | 'нула'            |          |
| лоредијакаркар               | лоредијакаркар               |          |     | 'четири'          |          |
| масански                     | масански                     |          |     | 'five'            |          |
| санич                        | санич                        | TÁŦES    |     | 'осам'            |          |
| сардинијски                  | нуорезе                      | petha    |     | 'месо'            |          |
| шони                         | шони                         | nthwi    |     | 'три'             |          |
| сију                         | накота                       | ?        |     | 'четири'          |          |
| шпански                      | кастиљански                  | cazar    |     | 'ловити'          |          |
| свахили                      | свахили                      | thamini  |     | 'вредност'        |          |
| танакрос                     | танакрос                     | thiit    |     | 'жар'             |          |
| тода                         | тода                         | உஇனபஒத   |     | 'девет'           |          |
| туркменски                   | туркменски                   | sekiz    |     | 'осам'            |          |
| тутчонски                    | северни                      | tho      |     | 'панталоне'       |          |
| тутчонски                    | јужни                        | thü      |     | 'панталоне'       |          |
| јумански                     | хавасупај                    |          |     | 'пет'             |          |
| јумански                     | хуалапај                     |          |     | 'пет'             |          |
| јумански                     | јавапај                      |          |     | 'пет'             |          |
| волајта                      | волајта                      | shiththa |     | 'цвет'            |          |
| велшки                       | велшки                       | saith    |     | 'седам'           |          |
| чуаншки                      | чуаншки                      | saw      |     | 'језик'           |          |